# Gasoline (Theory of a Deadman)
Gasoline è il secondo album dei Theory of a Deadman, pubblicato il 29 marzo 2005.

## Tracce
1. Hating Hollywood – 3:25
2. No Way Out – 3:29
3. No Surprise – 3:40
4. Quiver – 2:51
5. Santa Monica – 4:06
6. Better Off – 2:51
7. Say Goodbye – 3:04
8. Hello Lonely (Walk Away from This) – 4:21
9. Me & My Girl – 3:40
10. Since You've Been Gone – 4:18
11. Hell Just Ain't the Same – 1:05
12. Save the Best for Last – 4:15
13. In the Middle – 3:36

## Curiosità
Ben quattro tracce di questo album (No Way Out, No Surprise, Santa Monica, Say Goodbye) sono state usate nel videogioco Fahrenheit; Santa Monica la si può sentire durante i titoli di coda e tutte si possono riprodurre nello stereo nell'appartamento di Lucas.